# 1,4-butandiolo
Il 1,4-butandiolo è un composto organico di formula HO-CH2-CH2-CH2-CH2-OH appartenente alla categoria dei dioli alifatici. In condizioni standard appare come un liquido viscoso, inodore ed incolore, igroscopico, solubile in acqua e nei comuni solventi organici quali etanolo, dimetilsolfossido e i glicoleteri, poco solubile in dietiletere ed immiscibile con idrocarburi aromatici ed alifatici. Trova impiego come solvente e nella produzione industriale di poliesteri.

## Sintesi
Il 1,4-butandiolo viene ottenuto per idrogenazione del 2-butin-1,4-diolo secondo la seguente reazione:
HO-CH2-C≡C-CH2-OH + 2 H2 → HO-CH2-CH2-CH2-CH2-OH

## Applicazioni
Il 1,4-butandiolo, similmente ai suoi isomeri di posizione (butandioli), è una importante fonte di butadiene, molecola utilizzata nella produzione di gomma sintetica. Il 1,4-butandiolo trova inoltre impiego come solvente protico e come intermedio di reazione per la sintesi di diversi composti organici, come il tetraidrofurano.